# Tatiana Lysenko
Tatiana Lysenko (ukrainska: Тетяна Фелiксiвна Лисенко), född den 23 juni 1975 i Cherson, Ukrainska SSR, Sovjetunionen, är en ukrainsk och före detta sovjetisk gymnast.
Hon tog OS-guld i lagmångkampen, OS-guld i bom och OS-brons i hopp i samband med de olympiska gymnastiktävlingarna 1992 i Barcelona.